# Abbaye de Göttweig
L'abbaye de Göttweig est une abbaye bénédictine appartenant à la congrégation bénédictine d'Autriche qui se trouve près de Krems an der Donau en Basse-Autriche. Elle fait partie depuis 2000 de la liste du patrimoine mondial en Europe de l'UNESCO (voir Wachau).

## Histoire
L'abbaye fut d'abord fondée par le bienheureux Altmann de Passau (1015-1091) en 1083 comme abbaye de chanoines augustins, mais l'évêque Ulrich de Passau y introduisit la règle de saint Benoît en 1094 avec la permission du pape Urbain II.
Le prieur de l'abbaye Saint-Blaise, de Forêt-Noire, Hartmann, fut élu abbé et il fit venir des moines de renom comme le bienheureux Wirnto et le bienheureux Berthold (de), plus tard abbés respectifs de Vornbach et de Garsten (de) ; pendant ces vingt premières années sous la direction de l'abbé Hartmann, Göttweig fut réputée pour l'érudition de ses moines et la stricte observance de la règle bénédictine. Une école, un scriptorium, une bibliothèque furent installés, ainsi qu'un monastère féminin à proximité (qui subsista jusqu'en 1557). La poétesse Ava (1060-1127), première poétesse de langue allemande, y vécut en tant qu'ermite.
Au début de la période de la Réforme protestante, l'abbaye fut bouleversée et il ne restait plus qu'un seul moine en 1556 et un incendie l'endommagea en 1580. Un nouvel abbé en provenance de Melk fut nommé en 1564 et il restaura rapidement l'abbaye. Celle-ci résista au protestantisme, notamment grâce aux abbés Georges Falb (1612-1631) et David Corner (1631-1648).
L'abbé Gottfried Bessel (de) (1714-1749) fit reconstruire Göttweig en style baroque avec d'imposants bâtiments surmontant la montagne. Il fit appel à Johann Lucas von Hildebrandt qui s'inspira de l'Escurial. Les fresques de l'escalier d'honneur sont considérées comme un chef-d'œuvre de l'art baroque autrichien. Peintes par Paul Troger en 1739, elles représentent l'apothéose de l'empereur Charles VI, sous les traits d'Apollon.
La bibliothèque de l'abbaye contient plus de 130 000 manuscrits, incunables, livres et gravures qui furent préservés des ravages de la dernière guerre.
L'abbaye de Göttweig ouvre un prieuré, le prieuré Saint-Joseph, en 1991 pour assurer la direction spirituelle du pèlerinage de Maria Roggendorf. Il est devenu indépendant de l'abbaye en 2005.
Le Forum européen de Wachau, colloque annuel de réflexion politique, se tient tous les ans à Göttweig.

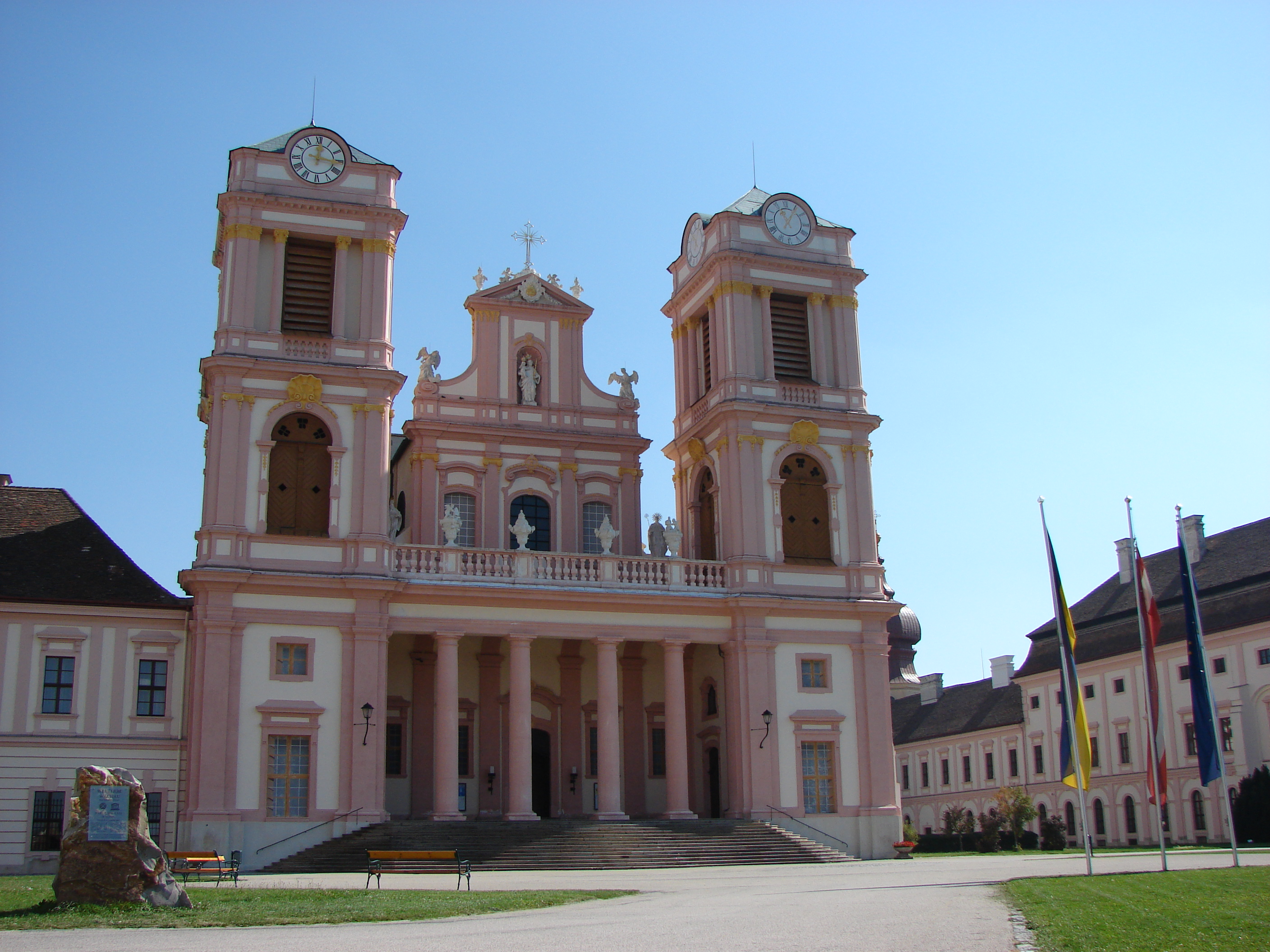
Vue de l'église abbatiale
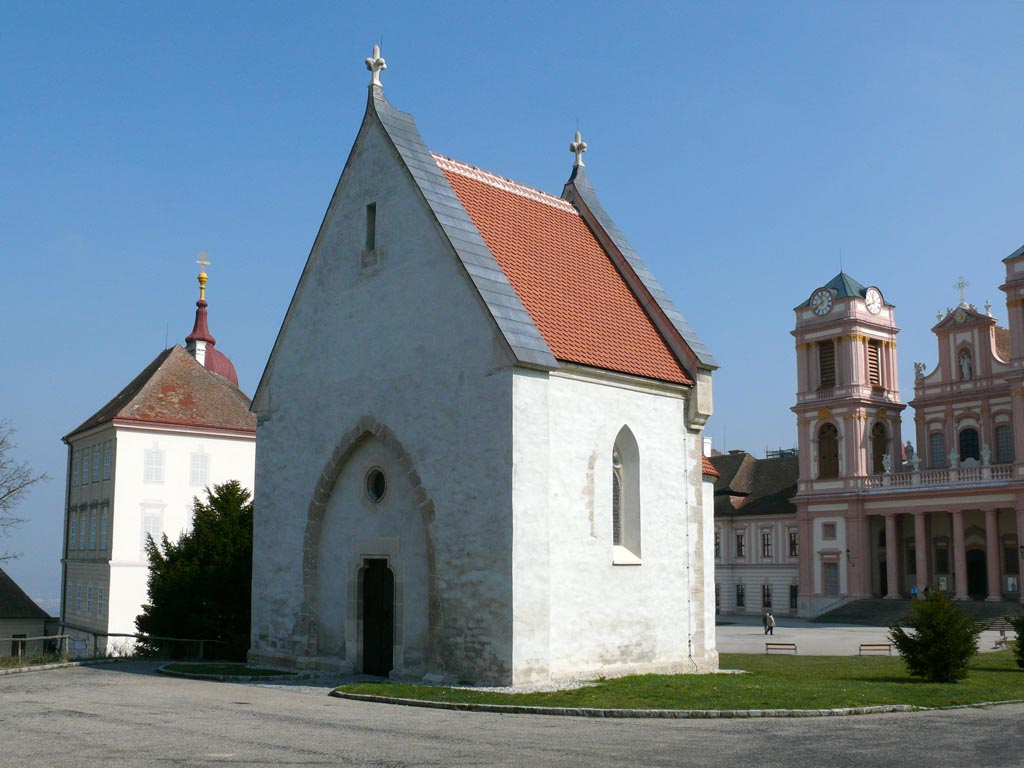
La chapelle Sainte-Érentrude
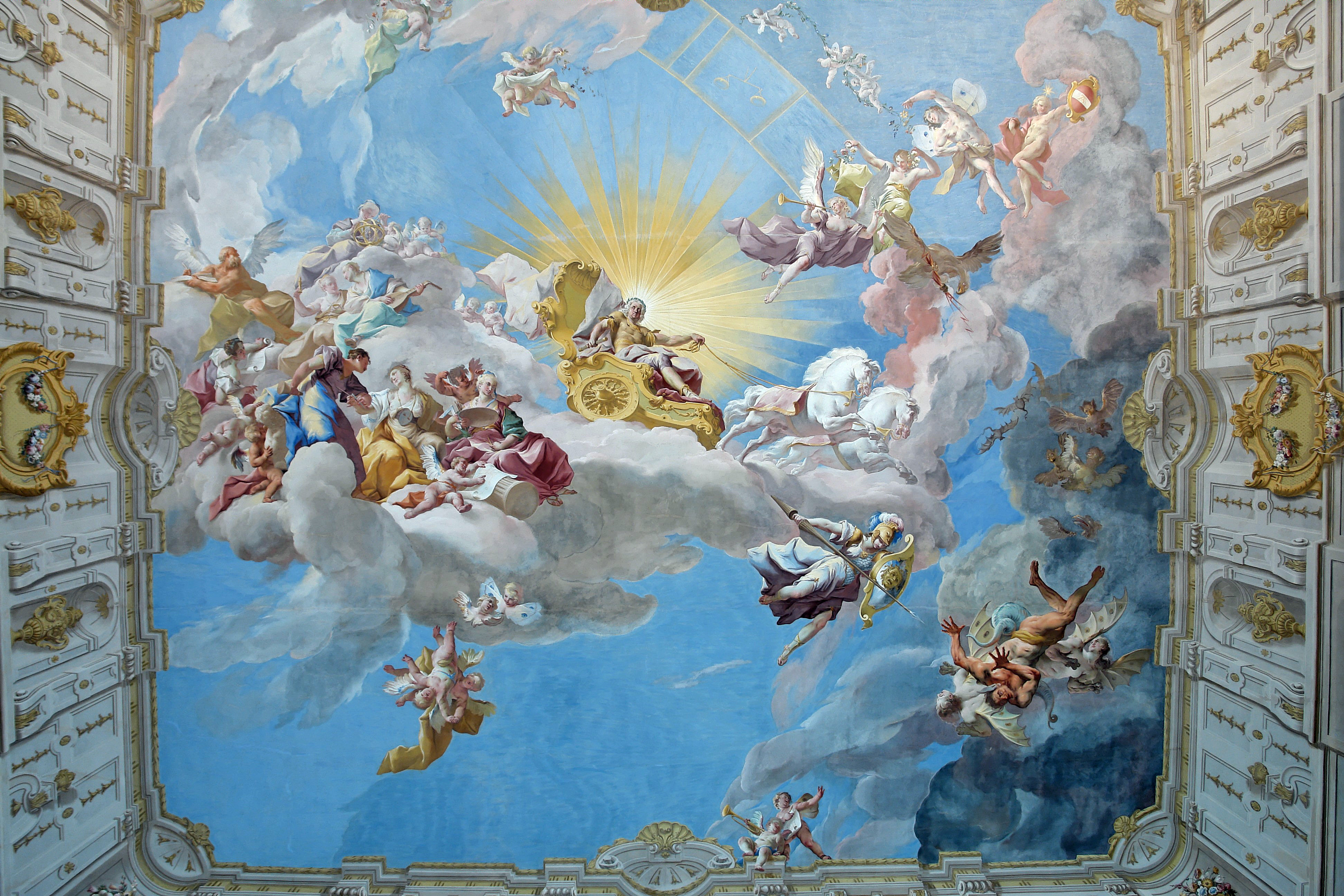
Apothéose de Charles VI, plafond de l'escalier impérial (1739)
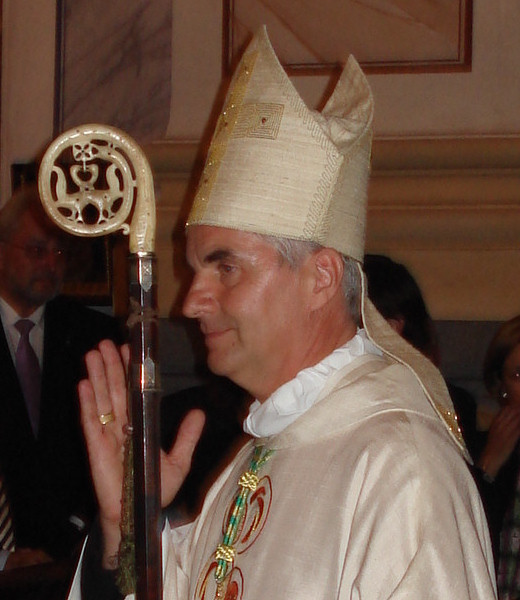
Photographie du TRP Columban Luser, abbé de Göttweig depuis 2009
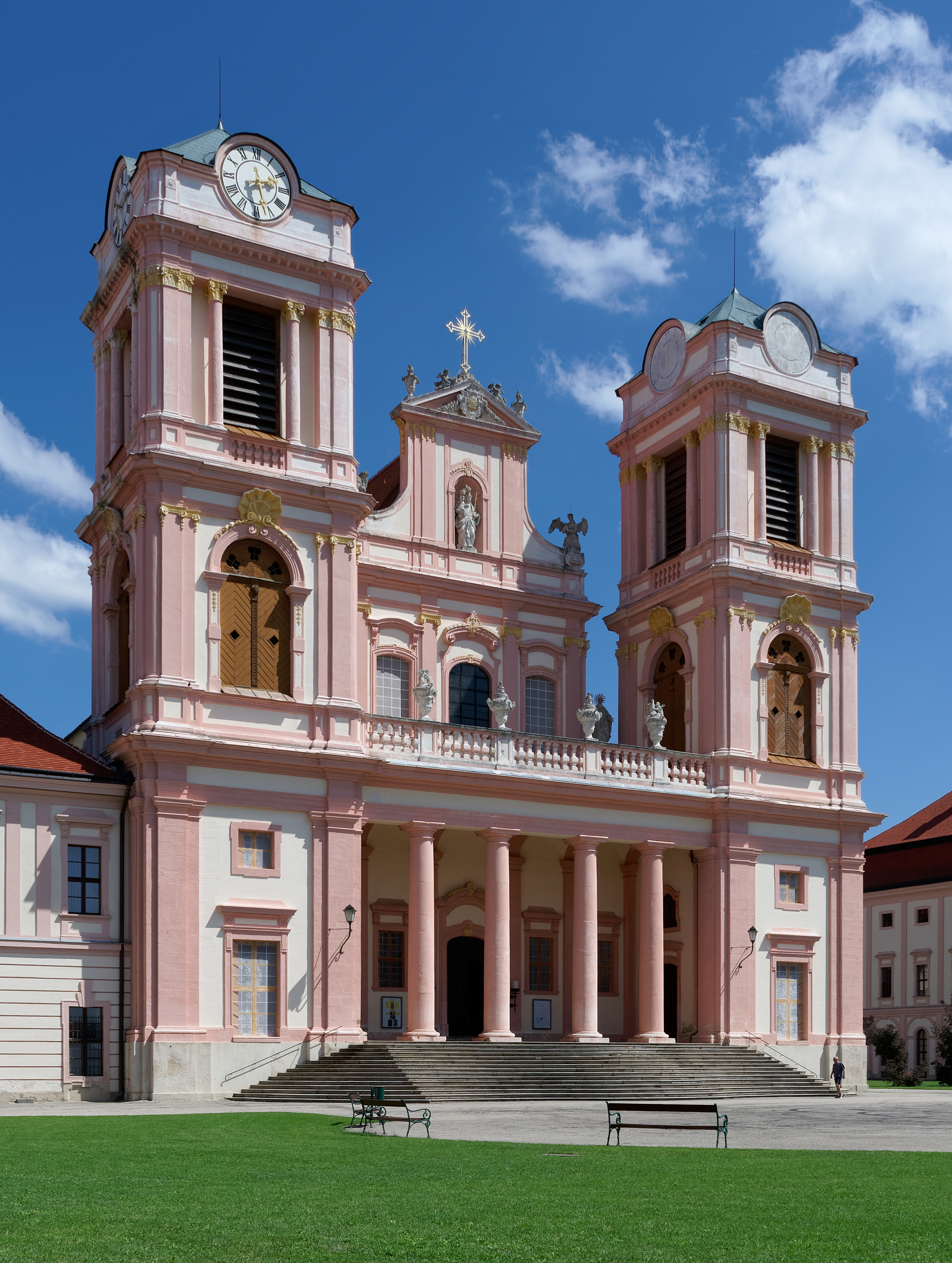
Autre vue de la façade de l'abbaye. Juillet 2021.